# Pseudophorellia antica
Pseudophorellia antica är en tvåvingeart som beskrevs av Allen L.Norrbom 2006. Pseudophorellia antica ingår i släktet Pseudophorellia och familjen borrflugor.
Artens utbredningsområde är Costa Rica. Inga underarter finns listade i Catalogue of Life.